# Єремкино (Івановська область)
Єремкино (рос. Еремкино) — присілок в Палехському районі Івановської області Російської Федерації.
Населення становить 48 осіб. Входить до складу муніципального утворення Майдаковське сільське поселення.

## Історія
Від 2005 року входить до складу муніципального утворення Майдаковське сільське поселення.

## Населення
| 1859 | 1905 | 2010 |
| ---- | ---- | ---- |
| 301  | ↗313 | ↘48  |